# Mingrelier

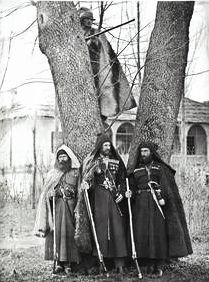
Mingrelier

Die Mingrelier (mingrelisch მარგალეფი margalepi, georgisch მეგრელები megrelebi) sind eine Subethnie der Georgier. Sie leben in der historischen Region Mingrelien, Odischi und Gurien im Westen Georgiens und im Südosten Abchasiens. Die georgische Regionsbezeichnung Mingrelien und Oberswanetien bezeichnet auch heute noch dieses Volk. Weltweit gibt es zwischen 400.000 und 500.000 Mingrelier, einige Schätzungen gehen jedoch sogar von einer noch weit höheren Zahl aus.

## Bezeichnungen
- Eigenbezeichnung bzw. lasisch: მარგალეფე margalepe
- georgisch მეგრელები megrelebi
- swanisch: მჷზან mәzan
- abchasisch агыруа agәrwa (nach dem mittelalterlichen Staat Egrisi)
- russisch мегрелы (мингрелы) megrely (mingrely)

Andere Bezeichnungen: Megreli, Mengrelier, Mengrelen, Megrelier, Kolcher

## Sprache und Religion

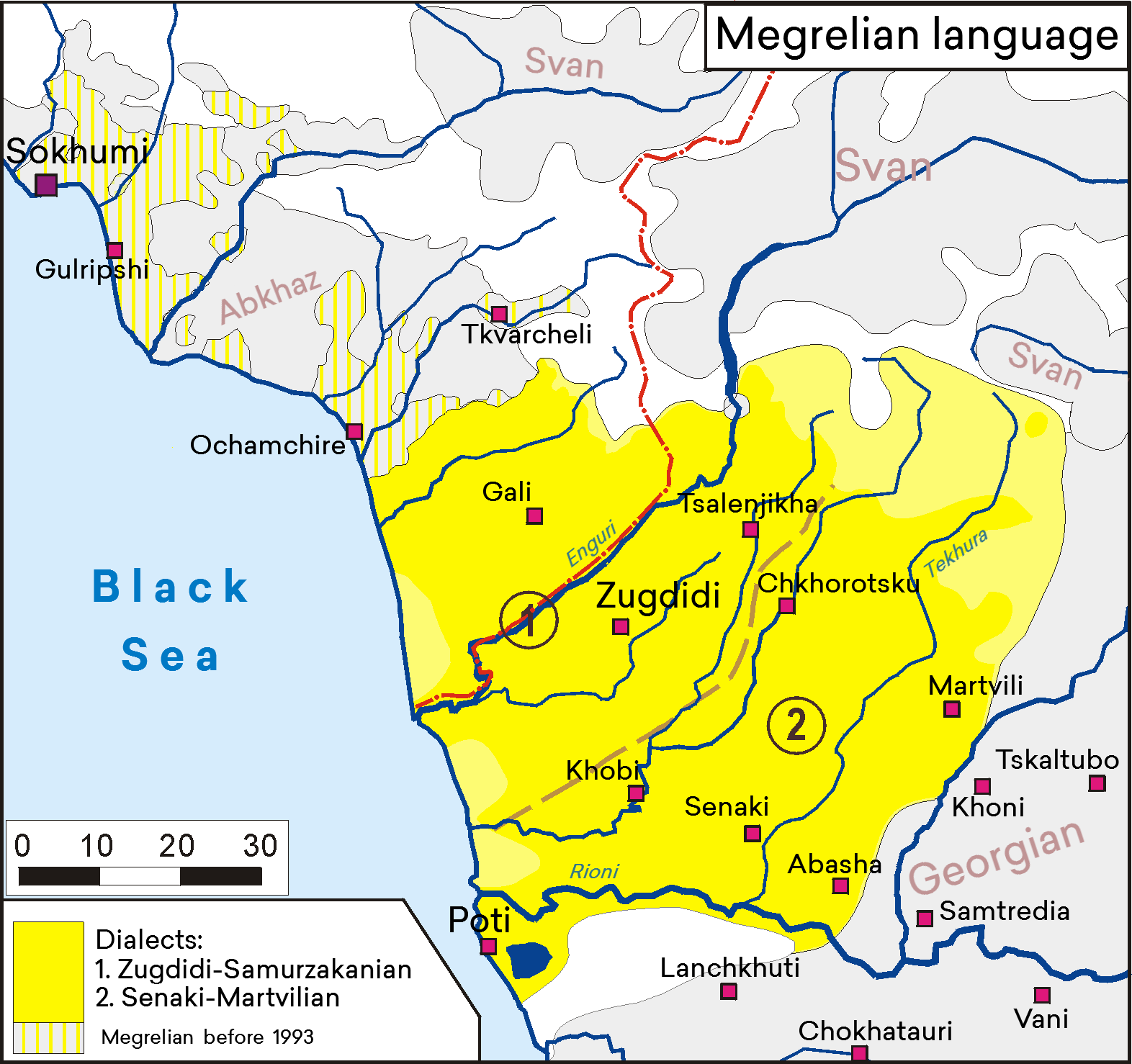
Verbreitung der mingrelischen Sprache

Die Mingrelier sprechen eine dem Georgischen verwandte südkaukasische Sprache (s. Mingrelische Sprache). Ihre Literatursprache ist Georgisch. Traditionell sind die meisten Mingrelier orthodoxe Christen. Sowohl ethnisch als auch sprachlich gesehen, sind die Mingrelier am nächsten mit den benachbarten Lasen verwandt.

## Bevölkerungszahl
1926 wurden 242.990 Mingrelier in der Sowjetunion gezählt. Heute nennen Quellen eine Anzahl von 215.000 bis 750.000 Mingreliern in Georgien, wobei eine Überprüfung schwerfällt, da sie seit 1930 zu den Georgiern gezählt wurden. In der abchasischen Provinz Gali bilden die Georgier, trotz Flüchtlingsbewegungen in den Konflikten seit der Unabhängigkeit Georgiens von der Sowjetunion, die Bevölkerungsmehrheit. Ein Großteil von ihnen sind Mingrelier. Hier erscheint mit der Gali die nach eigenen Angaben weltweit einzige Zeitung in mingrelischer Sprache.

## Geschichte

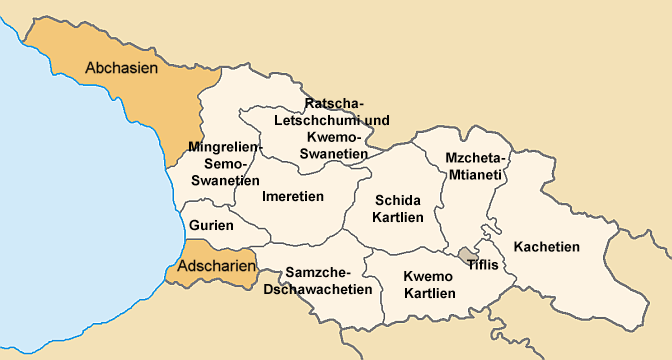
Die Regionen Georgiens

Das Land Kolchis soll nach der Argonautensage an der Schwarzmeerküste des heutigen Siedlungsgebiets der Mingrelier gelegen haben. Die Region Mingrelien und das Königreich der Kolcher sind historisch verbunden. Viele Lasen und Mingrelier sehen ihre Vorfahren in der gemeinsamen Geschichte der Kolchis, und damit auch der Egrisi (Lasika).
Ende des 11. Jahrhunderts kam die Region unter die Herrschaft des aufstrebenden georgischen Königreiches. Nach dem zweiten Mongolensturm unter Timur Lenk im Jahre 1386, zerfiel Georgien und Mingrelien wurde vom 16. bis 19. Jahrhundert ein autonomes Fürstentum, bis es Teil des Russischen Kaiserreiches wurde. Nach der Oktoberrevolution wurde Mingrelien als Teil der Demokratischen Republik Georgien am 26. Mai 1918 unabhängig von Russland. Seit 1921 gehörte es zu Sowjetrussland bzw. ab 1922 zur Sowjetunion.
Am 9. April 1991 erklärte sich Georgien erneut für unabhängig. In Abchasien kam es zu Sezessionskriegen. Georgiens erster Präsident Swiad Gamsachurdia, ein Mingrelier, wurde 1992 durch einen Putsch abgelöst. Sein Nachfolger wurde der frühere georgische KP-Chef und sowjetische Außenminister Eduard Schewardnadse. Gamsachurdias Anhänger sorgten aber in Abchasien für Unruhe – und als Güterzüge überfallen wurden, entsandte die georgische Regierung Truppen, was wiederum zum Widerstand der Abchasier führte. 1993 mussten die Truppen Georgiens eine herbe Niederlage gegen die abchasischen Separatisten einstecken, worauf Schewardnadse die Mingrelier aufgrund ihrer Unterstützung für die abchasischen Separatisten als „Verräter der Nation“ bezeichnete. Gamsachurdia nutzte am Ende des Jahres die Situation für seine Rückkehr aus dem Exil und brachte mit seinen Anhängern einen Großteil von Westgeorgien unter seiner Kontrolle, bis er mit russischer Hilfe von den Regierungstruppen in die Enge getrieben wurde. Gamsachurdia kam unter ungeklärten Umständen ums Leben. Die Rebellion brach zusammen. Mit dem Kaukasuskrieg 2008 verlor Georgien jegliche Kontrolle über das abtrünnige Abchasien. Das dortige De-facto-Regime wurde von Russland und einigen anderen Ländern als unabhängiger Staat anerkannt, während die meisten anderen Staaten Abchasien weiterhin als Provinz Georgiens sehen. Das mingrelische Siedlungsgebiet erstreckt sich nun beiderseits der Grenze zwischen Georgien und Abchasien.

## Wichtige Personen mingrelischer Herkunft
- Lawrenti Beria (1899–1953), Geheimdienstchef der Sowjetunion
- Konstantine Gamsachurdia (1893–1975), georgischer Schriftsteller
- Swiad Gamsachurdia (1939–1993), erster Präsident Georgiens nach dem Zerfall der Sowjetunion
- Merab Kostawa (1939–1989),  georgischer Dissident
- Ambrosius I. (1861–1927), georgischer Geistlicher
- Şevkefza Sultan (1823–1889), Kadın des osmanischen Sultans Abdülmecid I
- Schiuli Schartawa (1944–1993), georgischer Politiker

- Timur Apakidse (1954–2001), Generalmajor, Begründer der russischen Seefliegerkräfte
- Georgi Dschikija (* 1993),  Fußballspieler
- Chwitscha Kwarazchelia (* 2001), georgischer Fußballspieler
- Ilia Topuria (* 1997), Mixed-Martial-Arts-Sportler
- Tornike Schengelia (* 1991),  georgischer Basketballspieler
- Zaza Pachulia (georgischer Basketballspieler)